# Benjamin Lumley
Benjamin Lumley, nascut Benjamin Levy (1811 - Londres, 17 de març de 1875), fou un director d'òpera i advocat anglès nascut al Canadà.
Fill d'un comerciant jueu, Louis Levy, fou empresari del Queen's Theatre de Londres, l'actual Her Majesty's Theatre. Juntament amb Frederick Gye, empresari del competidor Covent Garden i Johanna Wagner, neboda del compositor Richard Wagner i una de les més cotitzades intèrprets d'òpera de la seva època, formen un dels repartiments més cèlebres del dret de contractes i del dret de danys anglosaxó. A mitjan segle xix, Lumley va contractar en exclusiva a la intèrpret per a la temporada operística del seu teatre. No obstant això, Gye la va convèncer perquè incomplís el contracte i actués al Covent Garden. Lumley es va prendre completa venjança i van seguir dos processos judicials.
El dia 26 de juny de 1845, Benjamin Lumley va presentar al Her Majesty's Theatre un gran espectacle dramàtic, Pas de Quatre, amb música de Cesare Pugni i coreografia de Jules Perrot. Va ajuntar a les quatre millors ballarines del període romàntic i amb gran diplomàcia i evitant algunes vicissituds entre les artistes va aconseguir, finalment, convèncer les cèlebres ballarines per ballar a Londres. Una d'elles seria l'escollida per interpretar l'última variació, estant totes elles convençudes que serien la triada. Per aconseguir això, Benjamí Lumley, amb molt de tacte, va resoldre oferir aquesta honra a la més vella de totes. El que va passar va ser que Marie Taglioni es va quedar immòbil a l'escenari en el moment en què les ballarines més joves feien un pas cap enrere.